# Juin 1965

## Évènements
- Corée du Sud : malgré la ferme opposition des étudiants et de l’opposition, Park Chung-hee normalise le traité d’amitié et de commerce avec le Japon qui permet à la Corée du Sud de bénéficier de 500 millions de dollars d’aides et de prêts japonais. L’industrialisation et les exportations du pays connaissent un essor spectaculaire, le produit intérieur brut (PIB) augmentant de 10 % par an.

- 1er juin, France : loi antidopage fixant la liste des produits interdits dans les compétitions sportives.
- 3 juin - 7 juin : mission spatiale Gemini 4, à bord Edward White devient le premier Américain à effectuer une Sortie extravéhiculaire, accompagné de James McDivitt.

- 8 juin : première participation officielle de soldats US à des combats au Viêt Nam.

- 10 - 11 juin : victoire du Front national de libération du Sud Viêt Nam à Dong Xoai.

- 13 juin : Grand Prix automobile de Belgique.

- 17 juin, France : échec du projet Defferre de FDS.

- 19 juin : départ de la trente-troisième édition des 24 Heures du Mans.

- 20 juin : victoire de Masten Gregory et Jochen Rindt aux 24 Heures du Mans.

- 27 juin : le pilote britannique Jim Clark remporte le Grand Prix automobile de France sur une Lotus-Climax.

## Naissances
- 4 juin : 
  - Andrea Jaeger, joueuse de tennis américaine.
  - Shannon Walker, astronaute.
- 5 juin : 
  - Bob Probert, joueur de hockey.
  - Élisabeth Buffet, humoriste et actrice française.
- 11 juin : Joseph Bové - dit José Bové - paysan, syndicaliste, homme politique.
- 13 juin : Lesli Kay, actrice américaine.
- 14 juin : Jean-Christian Fraiscinet, humoriste français.
- 16 juin : Jean-Marc Brûlé, homme politique français († 25 novembre 2023).
- 20 juin : Marc Van Ranst, virologue belge.
- 21 juin : 
  - Yang Liwei, premier taïkonaute à bord de Shenzhou 5.
  - François Baroin, homme politique et ministre français.
- 25 juin : Jean Castex, homme d'État et haut fonctionnaire français, premier ministre de la République Française depuis le 3 juillet 2020 au 16 mai 2022.

## Décès
- 7 juin : John Stewart McDiarmid, lieutenant-gouverneur du Manitoba.
- 26 juin : Masamitsu Ōshima, herpétologiste et ichtyologiste japonais (° 21 juin 1884).